# Ringwall Staufen

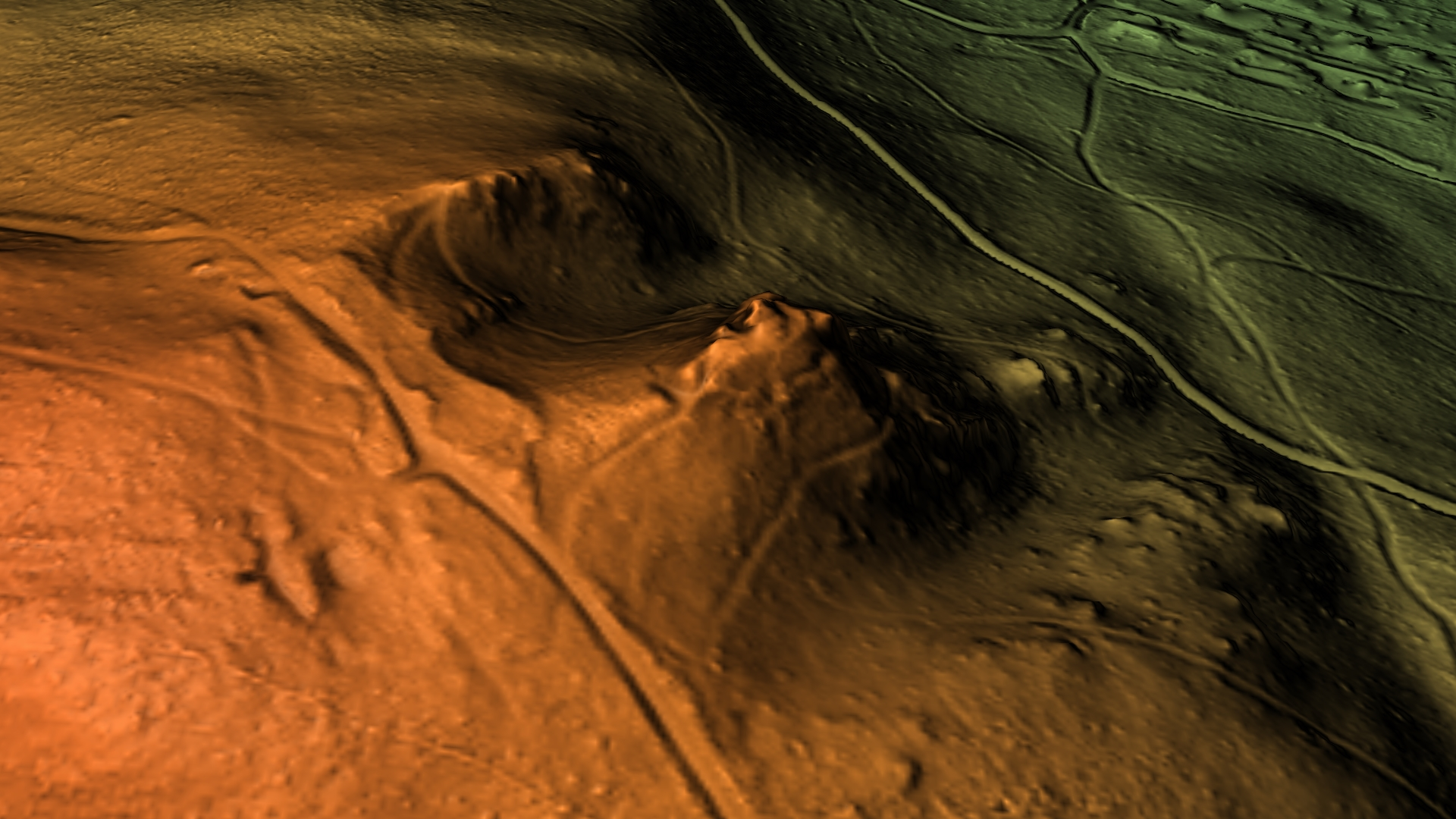
Geländemodell des Westhangs des Staufens mit dem Großen Mannstein in Bildmitte bei simulierter Aufsicht von Süden, Staufengipfel links außerhalb des Bildes (überhöhtes digitales Reliefbild)

Der Ringwall Staufen ist der Burgstall einer kleinen Wallanlage (Höhenburg) auf dem Staufen im Taunus, zwischen Eppstein und Fischbach. Die Anlage ist zeitlich nicht datiert; Karl August von Cohausen fand im Bereich der Anlage Tonscherben, die er als Terra Sigillata ansprach.
Der im Westen der Anlage befindliche Wall hat 9 Meter Länge, 3,5 Meter Breite und 2,7 Meter Höhe. Vorgelagert ist ein Graben von 7,5 Metern Breite und 1,5 Metern Tiefe. Der Wall trennt vom Bergrücken die auf dem Felsplateau des Großen Mannstein liegende Fläche ab, welche eine Größe von etwa 0,025 Hektar aufweist. Es finden sich keine Hinweise auf Mauerbauten, lediglich ein in den Fels gemeißeltes Loch von 0,6 Meter  auf 0,6 Meter bei 0,9 Meter Tiefe deutet auf die Tätigkeit eines Steinmetzes hin.
Von der auf dem Felsplateau installierten Holzplattform aus genießt man einen weitreichenden Ausblick. Unter anderem ist der Ringwall Altkönig von hier aus zu erkennen.
Auf dem Felsplateau des Großen Mannstein erinnert eine Gedenktafel an den Staufenschwur. Auf dem Staufen gelobten im Herbst 1838 die Brüder Friedrich, Heinrich und Max von Gagern ihre Kraft der Einigkeit und Freiheit Deutschlands zu widmen und treu zueinander zu stehen.
Nahe am Wall findet sich die Schillereiche mit Gedenkstein. Anlässlich des hundertsten Todestages von Friedrich von Schiller ließ Baronin Antonie von Reinach einen Gedenkstein aufstellen und eine amerikanische Roteiche pflanzen.

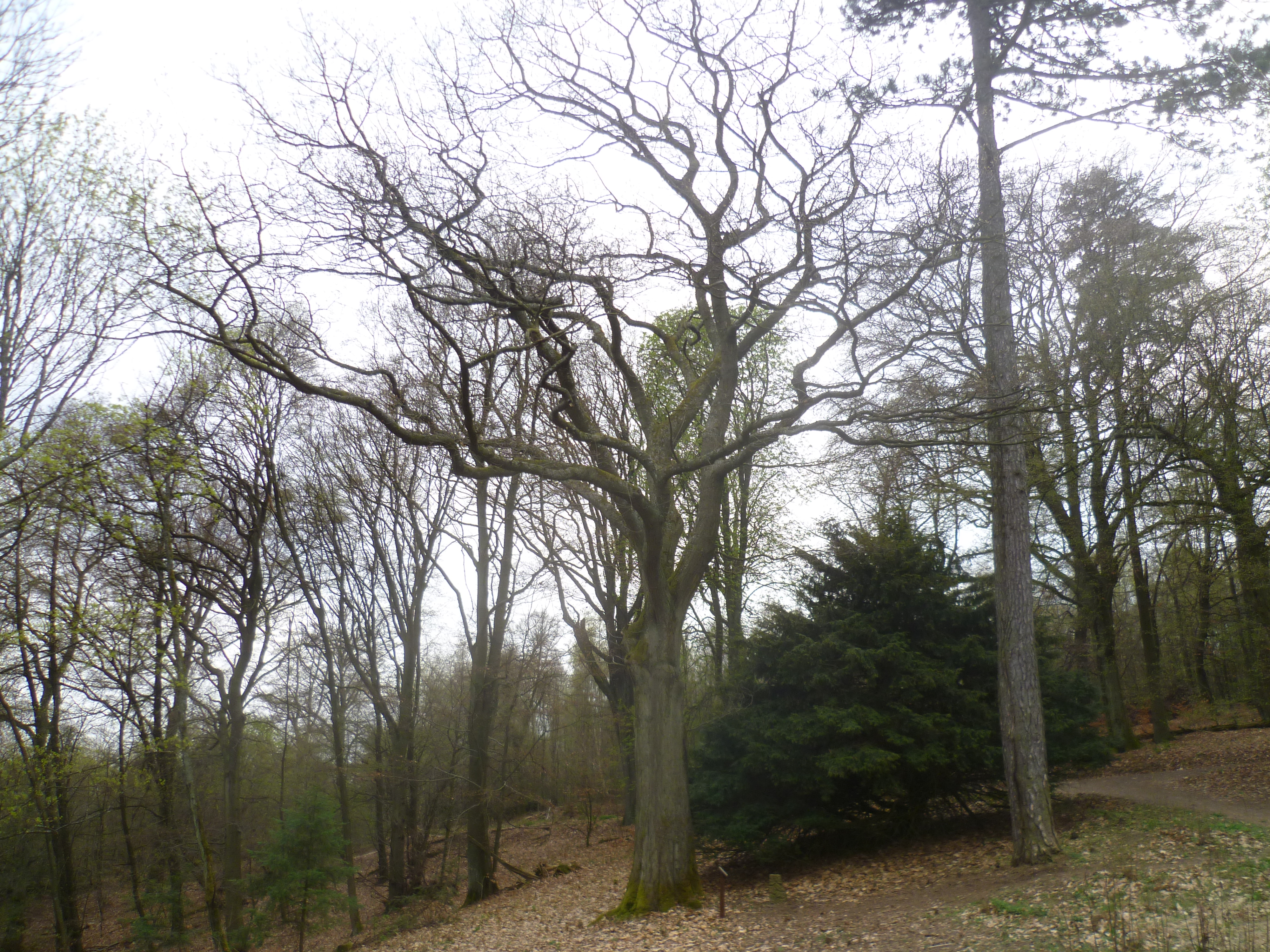
Die Schillereiche
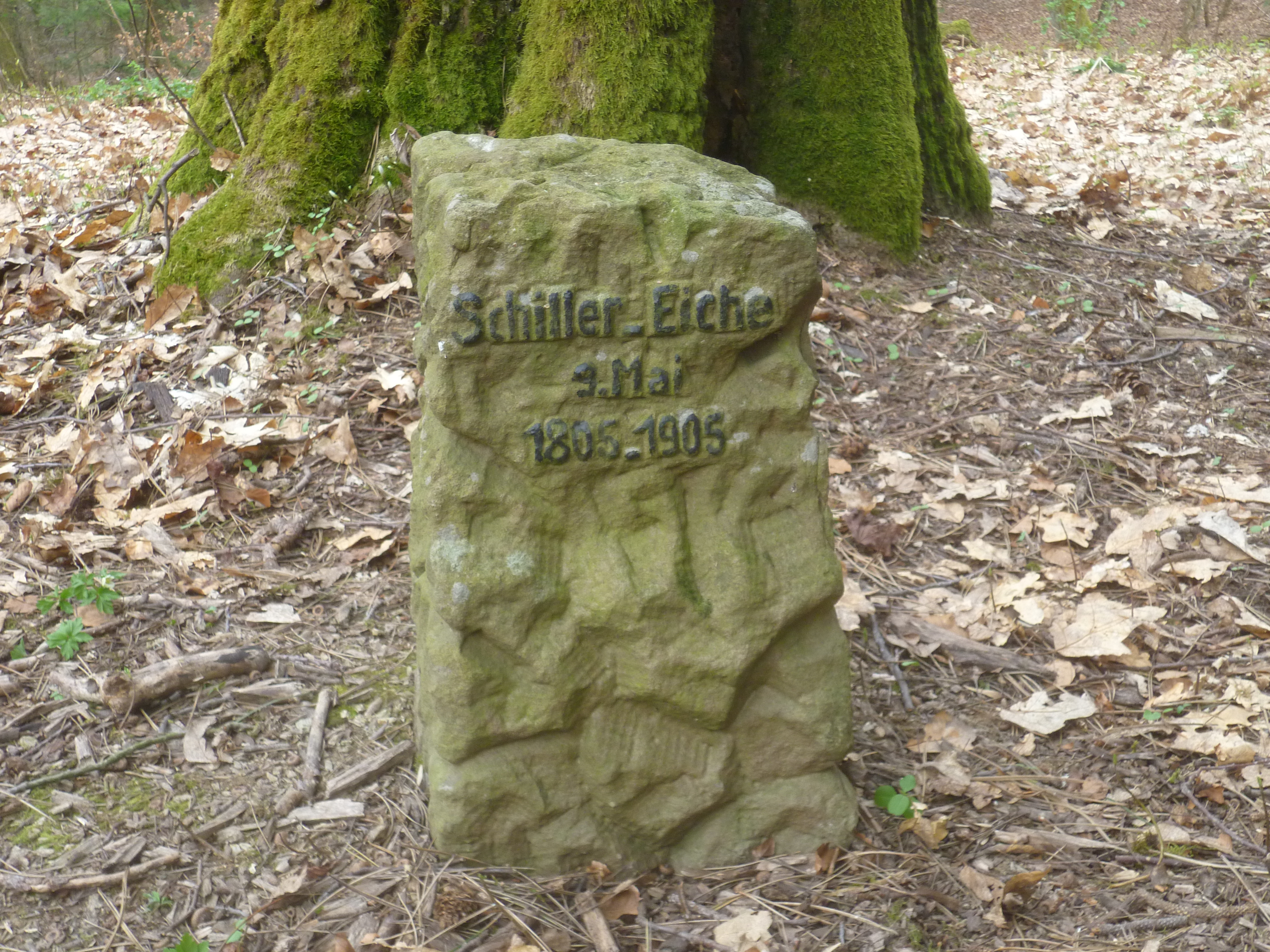
Gedenkstein für Schiller
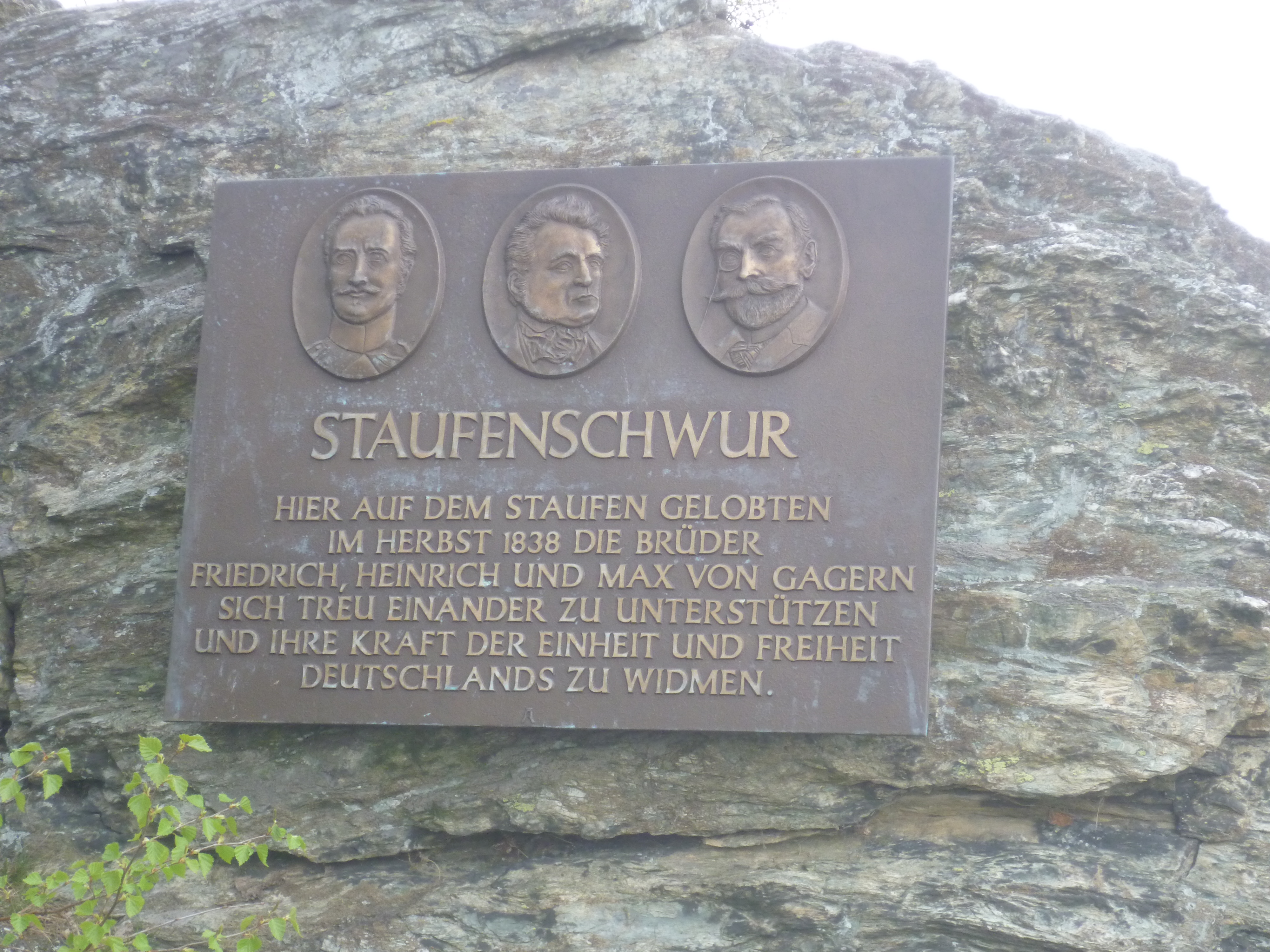
Gedenktafel für den Staufenschwur
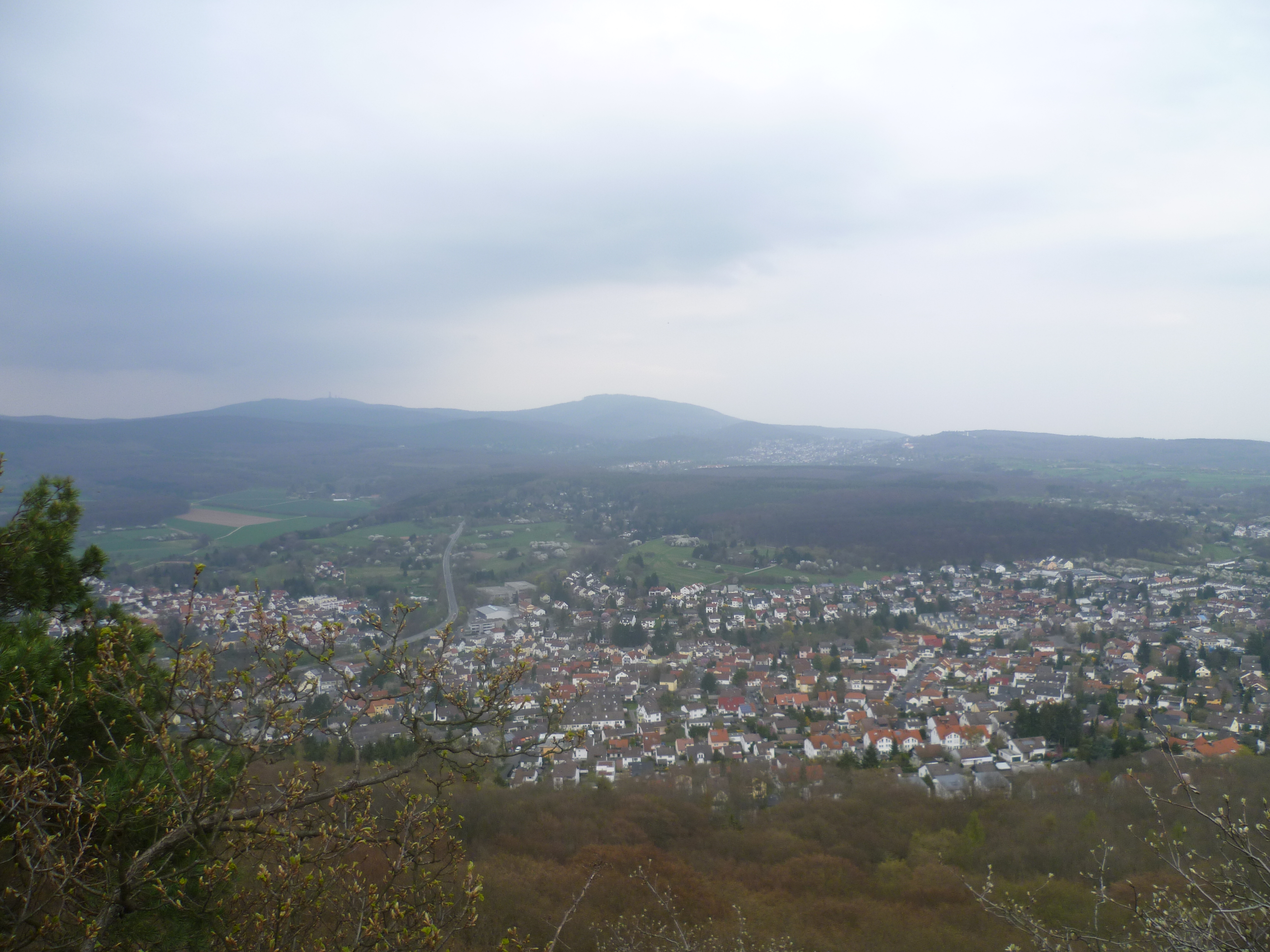
Ausblick in Richtung Osten über Fischbach auf Feldberg und Altkönig (mittig)

## Denkmalschutz
Der Bereich des Burgstalls ist ein Bodendenkmal nach dem Hessischen Denkmalschutzgesetz. Nachforschungen und gezieltes Sammeln von Funden sind genehmigungspflichtig, Zufallsfunde an die Denkmalbehörden zu melden.